# Sant Pere Sallavinera
Sant Pere Sallavinera – gmina w Hiszpanii, w prowincji Barcelona, w Katalonii, o powierzchni 21,91 km². W 2011 roku gmina liczyła 163 mieszkańców.